# South Euclid (Ohio)
South Euclid es una ciudad ubicada en el condado de Cuyahoga en el estado estadounidense de Ohio. En el Censo de 2010 tenía una población de 22295 habitantes y una densidad poblacional de 1.850,82 personas por km².

## Geografía
South Euclid se encuentra ubicada en las coordenadas 41°31′26″N 81°31′28″O / 41.52389, -81.52444. Según la Oficina del Censo de los Estados Unidos, South Euclid tiene una superficie total de 12.05 km², de la cual 12.05 km² corresponden a tierra firme y (0%) 0 km² es agua.

## Demografía
Según el censo de 2010, había 22295 personas residiendo en South Euclid. La densidad de población era de 1.850,82 hab./km². De los 22295 habitantes, South Euclid estaba compuesto por el 54.11% blancos, el 40.7% eran afroamericanos, el 0.07% eran amerindios, el 1.96% eran asiáticos, el 0.02% eran isleños del Pacífico, el 0.66% eran de otras razas y el 2.49% pertenecían a dos o más razas. Del total de la población el 2% eran hispanos o latinos de cualquier raza.